# Гольденберг, Владимир Александрович
Влади́мир Алекса́ндрович Го́льденберг (укр. Володимир Олександрович Гольденберг; 15 июля 1900, Великая Александровка, Херсонский уезд, Херсонская губерния — 1956, Харьков) — украинский советский историк Древнего мира и медик. Заведовал кафедрой истории в Харьковском библиотечном институте и исполнял обязанности заведующего кафедрой древней истории и археологии Харьковского государственного университета в 1951—1953 годах. Исследовал торговлю рабами в Северном Причерноморье и Гражданскую войну в Римской империи 69 года н. э. Участник Гражданской войны в России и Великой Отечественной войны, во время последней руководил военным госпиталем и был удостоен двумя орденами.

## Биография

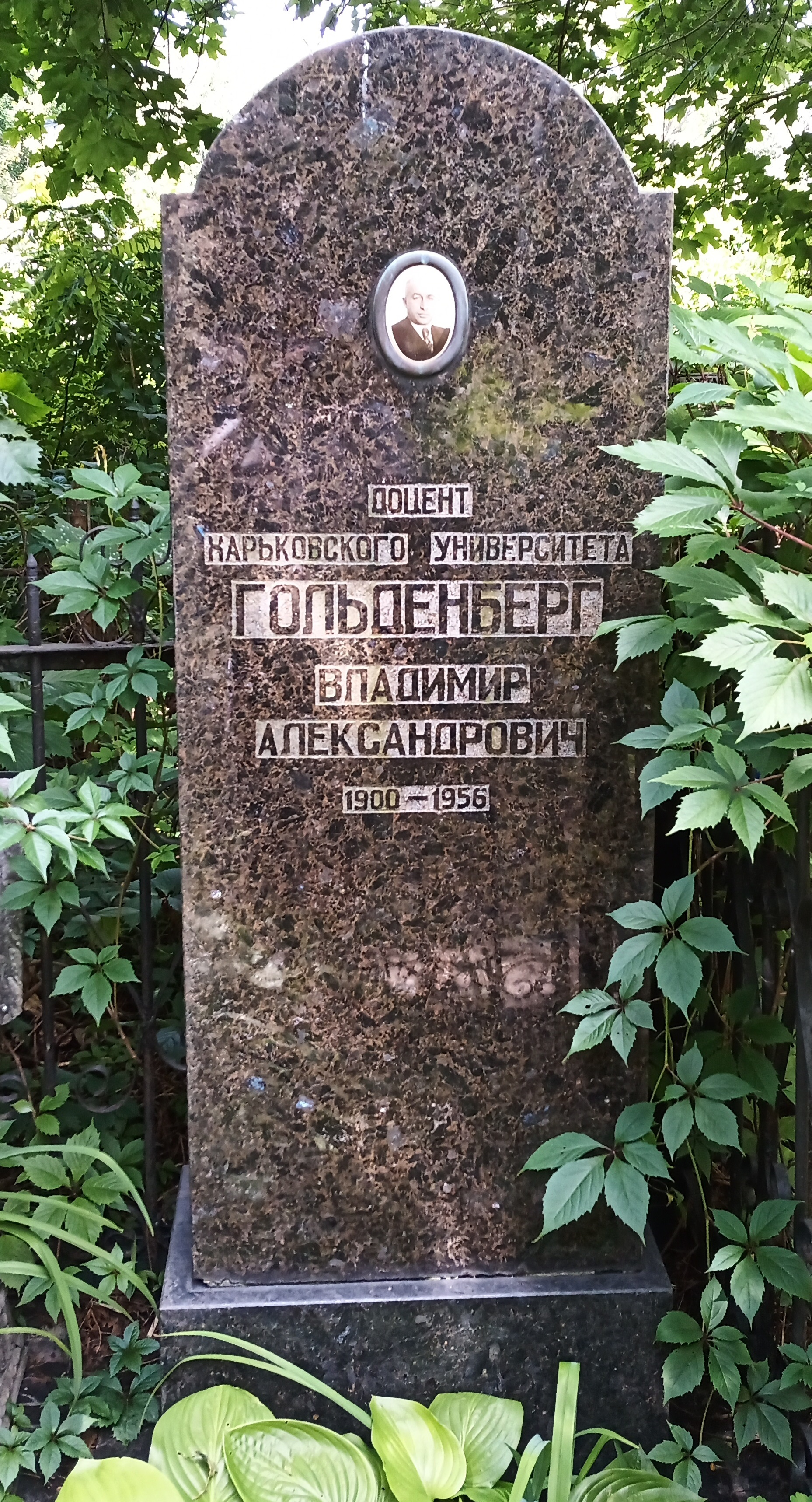
Могила на Втором городском кладбище

Владимир Гольденберг родился 15 июля 1900 года в местечке Великая Александровка Херсонского уезда, в еврейской семье. В 1919 году был призван в ряды Красной Армии, в составе которой участвовал в боях на Южном фронте во время Гражданской войны, был тяжело ранен.
В 1920—1922 годах получал высшее образование в Харьковском институте народного образования. Впоследствии учился в Харьковском государственном медицинском институте, который окончил в 1926 году. Преподавал историю и обществознание в харьковских средних школах, в частности, в школе № 36. Одновременно работал врачом и неоднократно приходил вести уроки после ночной смены в больнице. С 1934 года начал читать лекции по истории Древнего мира и Средних веков в Харьковском государственном педагогическом институте и в Украинском коммунистическом Институте журналистики. В 1938 году стал работать в Харьковском государственном университете в качестве старшего преподавателя кафедры древней истории и археологии, в том же году он возглавил кафедру истории в Харьковском государственном библиотечном институте.
В сентябре 1941 года был вновь призван в ряды Красной Армии в связи с Великой Отечественной войной. В звании майора медицинской службы возглавил эвакуационный госпиталь № 1783. Владимир Гольденберг смог наладить эффективную работу госпиталя, превратив полуразрушенные сараи в хороший приёмно-сортировочный блок. За месяц госпиталь принимал и полностью обрабатывал шесть тысяч раненых, иногда до 500 в день. За эффективное налаживание работы госпиталя Владимир Гольденберг был удостоен ордена Красной Звезды (28 октября 1943 года), в наградном листе его характеризовали так: «спокойный, уравновешенный, чутко реагирующий на все запросы раненых, он завоевал заслуженный авторитет среди личного состава и раненых». Также в 1943 году он стал членом ВКП (б). Зимой 1944 года Владимир Гольденберг, выполняя приказ командования, переквалифицировал своё заведение в специализированный госпиталь. Благодаря правильно организованному лечению и подготовке кадров госпиталь имел малую смертность и высокий процент возвращения в строй, за что Владимир Гольденберг был удостоен ордена Отечественной войны II степени (16 мая 1945 года). Был демобилизован 27 ноября 1946 года.
После демобилизации вернулся в Харьковский государственный университет, где работал доцентом кафедры древней истории и археологии. В 1947 году защитил диссертацию на соискание учёной степени кандидата исторических наук по теме «Гражданская война в Риме в 69 году н. э.: (К вопросу о социальном содержании борьбы четырёх императоров)». После смерти С. А. Семёнова-Зусера, осенью 1951 года, исполнял обязанности заведующего кафедрой до 1953 года, когда заведующим стал К. Э. Гриневич.
Историк Владимир Кадеев, вспоминая о своих студенческих годах, называл Владимира Гольденберга лучшим преподавателем на первом курсе, где он читал курсы истории Древнего Востока, Древней Греции и Рима. Также под руководством Гольденберга Кадеев писал курсовую работу «Борьба Октавиана с Антонием».
Владимир Гольденберг умер в 1956 году и был похоронен на Втором городском кладбище Харькова.

## Научная деятельность
Владимир Гольденберг считал империю Ахеменидов и государство Александра Македонского временными и непрочными военно-административными образованиями, не имевшими собственной экономической базы. Победы и поражения полководцев он объяснял не случайностями, а постоянно действующими факторами. Владимир Гольденберг выделял три особенности античной экономики: преобладание натурального хозяйства, замедленное развитие производственной техники и особую роль торгового капитала. В своей классификации древнегреческих полисов Гольденберг разделял их на аграрные, торговые и торгово-аграрные. Группировку Фемистокла учёный называл «торгово-рабовладельческой».
По мнению исследовательницы И. Р. Килачицкой, Гольденберг в своём пособии «История древней Греции и Рима» мало внимания уделял античному производству, сосредотачиваясь на торговле. Как отмечала исследовательница, хотя Гольденберг и упоминает такую особенность античной экономики, как рабовладение, он не уделяет ей должного внимания. Хотя Килачицкая считала, что узловые вопросы курса в пособии Гольденберга «освещены … методологически верно», она сомневалась в некоторых утверждениях. В частности, объяснение сохранения родовых пережитков в Спарте автор объяснял ранним образованием государства, а образованное государство в Афинах «могло быть только аристократическим». Также из-за неточности формулировки «читатель может подумать, что все греческие тираны были представителями интересов торгового слоя афинских рабовладельцев».

## Избранные публикации
Основные научные труды Владимира Гольденберга:
- Методическое письмо к изучению курса всеобщей истории. История древнего мира / сост. В. А. Гольденберг. — X., [1940]. — 16 с.
- Гражданская война в Риме в 69 году н. э. : (К вопросу о социальном содержании борьбы четырёх императоров): дис. … канд ист. наук. — X., 1946. — 171 л.
- Методические указания по курсу истории древней Греции и Рима. — X. : 1947. — 16 с. (ХГУ)
- Методические указания к изучению курса истории первобытного общества: (Для студ.-историков). — X. : 1948. — 12 с. (ХГУ)
- Научная работа исторического факультета Харьковского государственного университета им. А. М. Горького // ВИ. — 1950. — № 6. — С. 141—142.
- До питання про вивіз рабів з Північного Причорномор’я в античний період // УЗХУ. — 1952. — Т. 43 : Тр. іст. ф-ту. — Т. 2. — С. 159—166. (укр.)
- Замечания по поводу проспекта «Всемирной истории» АН СССР. Т. 1,2 // ВДИ. — 1952. — № 4. — С. 182—186.
- История древней Греции и Рима: учеб.-метод. пособие для студ.-заочников ист. ф-тов. — X. : ХГУ, 1953. — 82 с.
- Северное Причерноморье как рынок рабов для средиземноморского мира // ВДИ. — 1953. — № 1. — С. 200—209.
- История древнего Востока: учеб.-метод. пособие для студ.-заочников ист. ф-тов. — X. : ХГУ, 1954. — 83 с.
- История древней Греции и Рима: учеб.-метод. пособие для студ.-заочников ист. ф-тов. — 2-е изд., испр. и доп. — X. : ХГУ, 1955. — 91 с.
- История древнего мира: учеб.-метод. пособие для студ.-заочников ист. ф-тов. — X. : ХГУ, 1956. — 170 с.
- 3 історії народно-визвольних рухів у Римській імперії в першій половині І ст. н. е.: За часів правління Тіберія // УЗХУ. — 1957. — Т. 78 :Тр. іст. ф-ту. — Т. 5. — С. 183—192. (укр.)
- Очерки по истории Римской империи в I в. н. э. Гражданская война 69 года н. э. — X. : ХГУ, 1958. — 119 с.

## Полученные награды
- орден Красной Звезды (28 октября 1943 г.)[6]
- орден Отечественной войны II степени (16 мая 1945 г.)[2]